# The Heart Wants What It Wants
The Heart Wants What It Wants – singel amerykańskiej piosenkarki Seleny Gomez, promujący jej pierwszy album kompilacyjny, zatytułowany For You. Singel został wydany 6 listopada 2014 roku. Twórcami tekstu utworu są Selena Gomez, Antonina Armato, Tim James i David Jost, natomiast jego produkcją zajęła się Rock Mafia.
„The Heart Wants What It Wants” jest utrzymany w stylu muzyki pop i R&B z minimalnym elektropopowym bitem. Utwór otrzymał dobre recenzje od krytyków muzycznych; został pochwalony tekst i produkcja, a także wokal oraz kierunek, w którym podąża Gomez. Piosenka była notowana na 6. miejscu Billboard Hot 100. Ponadto singel uzyskał umiarkowany sukces komercyjny w większości międzynarodowych list przebojów.

## Lista utworów
- Digital download[1]

1. „The Heart Wants What It Wants” – 3:47

- Digital download (Remixes)

1. „The Heart Wants What It Wants” (DJ Laszlo Club Mix) – 5:59
2. „The Heart Wants What It Wants” (Dave Audé Extended) – 5:25
3. „The Heart Wants What It Wants” (Cosmic Dawn Club Mix) – 6:57
4. „The Heart Wants What It Wants” (Kue Remix) – 4:32
5. „The Heart Wants What It Wants” (Ruff Loaderz Remix) – 5:18
6. „The Heart Wants What It Wants” (Ultimix by Mark Roberts) – 5:49

## Notowania i certyfikaty
| Lista (2014–15)                               | Najwyższa pozycja |
| --------------------------------------------- | ----------------- |
| Australia (Top 50 Singles)                    | 33                |
| Austria (Ö3 Austria Top 40)                   | 48                |
| Belgia (Ultratop 50 Singles, Flandria)        | 33                |
| Belgia (Ultratop 50 Singles, Walonia)         | 23                |
| Czechy (Rádio – Top 100)                      | 39                |
| Czechy (Singles Digitál – Top 100)            | 6                 |
| Dania (Track Top-40)                          | 9                 |
| Finlandia (Suomen virallinen lista – Singlet) | 15                |
| Francja (Top Singles & Titres)                | 30                |
| Hiszpania (PROMUSICAE)                        | 23                |
| Holandia (Single Top 100)                     | 58                |
| Irlandia (Singles Chart)                      | 60                |
| Kanada (Billboard Canadian Hot 100)           | 6                 |
| Niemcy (Media Control Charts)                 | 53                |
| Norwegia (VG-Lista)                           | 13                |
| Nowa Zelandia (Recorded Music NZ)             | 19                |
| Słowacja (Rádio – Top 100)                    | 40                |
| Słowacja (Singles Digitál – Top 100)          | 7                 |
| Stany Zjednoczone (Hot 100)                   | 6                 |
| Szwajcaria (Singles Top 100)                  | 52                |
| Szwecja (Sverigetopplistan)                   | 53                |
| Węgry (Single (track) Top 40 lista)           | 13                |
| Wielka Brytania (UK Singles Chart)            | 30                |
| Włochy (FIMI)                                 | 80                |

| Lista (2015)                        | Najwyższa pozycja |
| ----------------------------------- | ----------------- |
| Kanada (Billboard Canadian Hot 100) | 63                |
| Stany Zjednoczone (Hot 100)         | 62                |

| Państwo                  | Status          |
| ------------------------ | --------------- |
| Dania (IFPI Dania)       | złota płyta     |
| Kanada (Music Canada)    | platynowa płyta |
| Szwecja (GLF)            | złota płyta     |
| Stany Zjednoczone (RIAA) | platynowa płyta |